# Paranoja
Paranoja (grč. παράνοια - "ludilo" ili "bezumnost") je neizlječiva duševna bolest sa sumanutim idejama proganjanja i idejama umišljene veličine. Osoba koja pati od ove bolesti proživljava tjeskobu i strah uzrokovan iracionalnim idejama odnosno nesposobnošću razlikovanja mašte od stvarnosti. Obično se pod tim podrazumijevaju psihopatološki simptomi vezani uz vjerovanje neke osobe da su on ili bliske osobe meta zavjere, zbog čega se kao jedan od sinonima za paranoju koristi i izraz manija proganjanja. Paranoja se najčešće javlja kao simptom duševnih bolesti, od kojih je najkarakterističnija paranoidna shizofrenija, ali se u starijoj psihijatrijskoj literaturi mogu naći i opisi tzv. "čiste" paranoje prilikom koje intelektualne sposobnosti pogođene osobe ostaju potpuno očuvane. Paranoja se također može javiti i kao posljedica specifičnih okolnosti (tzv. zatvorska psihoza), ali i tzv. induktivna psihoza, prilikom kojom paranoik svoje sumanute fiks-ideje uspjeva prenijeti i nametnuti sebi bliskim osobama.
Istraživanja pri Svjetskoj zdravstvenoj organizaciji srušila su medijski mit o "neškodljivosti" marihuane. Marihuana vrlo lako stvara ovisnost, prouzročuje probleme s mentalnim zdravljem i udvostručuje rizik od razvoja psihičkih poremećaja, među kojima paranoju.